# Metamorfosis (Star Trek: La serie original)
"Metamorfosis" es el noveno episodio de la segunda temporada de Star Trek: La serie original que fue transmitido por primera vez el 10 de noviembre de 1967 y repetido el 19 de julio de 1968. Es el episodio número 38 en ser transmitido y el número 31 en ser producido, fue escrito por Gene L. Coon y dirigido por Ralph Senensky.
Resumen: La tripulación de un transbordador del Enterprise encuentra a un náufrago que dice ser Zefram Cochrane y a su misterioso compañero alienígena.

## Trama
En la fecha estelar 3219.4, el capitán James T. Kirk junto con su primer oficial el sr. Spock y el oficial médico jefe el dr. McCoy están transportando a la comisionada Nancy Hedford a la USS Enterprise en el transbordador Galileo. Nancy, una fuerte diplomática que ha dedicado toda su vida a desarrollar su carrera, se ha contagiado con la enfermedad de Sakuro, y está extremadamente amargada acerca de que ella no recibió la apropiada inmunización contra la enfermedad. Recibirá tratamiento para su enfermedad a bordo del Enterprise mientras éste la lleva a Epsilon Canaris III, donde se unirá a las negociaciones entre las facciones en guerra que hay allí. 
Cuando el transbordador pasa cerca de un sistema sin explorar, una extraña forma de energía aparece y deshabilita los sistemas de la nave. La energía los lleva a un planeta cercano llamado Gamma Canaris N. Una vez allí, desembarcan y se encuentran con un planeta rocoso con condiciones atmosféricas adecuadas para soportar la vida humanoide. Kirk trata de contactar al Enterprise para pedir ayuda, pero las señales de su comunicador están siendo bloqueadas por algún fenómeno desconocido. Sin tiempo para poder explorar, Kirk y Spock tratan de reparar al transbordador.
De improviso un joven hombre aparece de la nada, y se identifica como Cochrane. Les cuenta que quedó abandonado en este planeta solo y que lleva algún tiempo, y teme que intentar reparar el transbordador es inútil. Les explica que existe un campo amortiguador que no le permitirá al transbordador dejar el planeta y que han naufragado como él. Cochrane los lleva a su hogar, un pequeño pero acogedor refugio. 
La tripulación encuentra que algo acerca de la cara de Cochrane les es familiar. Cuando le preguntan Cochrane admite que de hecho él es Zefram Cochrane, el humano que desarrolló el primer motor warp y les cuenta que cuando él tenía 87 años (150 años antes) salió al espacio para morir en soledad. Cuando llegó a este sistema su nave fue deshabilitada por un asteroide, y habría muerto si no hubiera sido salvado, tomado a último minuto por la misma energía que atrajo al transbordador de Kirk. Llama a su salvador el Compañero, una forma de energía brillante y parpadeante, y les dice que la entidad los trajo para hacerle compañía. A pesar de ser tan viejo, Cochrane se muestra como un joven adulto, ya que el Compañero lo rejuveneció.
Mientras tanto Nancy desarrolla una fiebre, los primeros síntomas de que su enfermedad se está volviendo peor. McCoy les informa que sin la apropiada atención médica que se encuentra a bordo del Enterprise, puede morir. No deseando permanecer más tiempo, Kirk le ordena a Spock que trate de reparar el transbordador, mientras el dr. McCoy trata de que Nancy esté tan confortable como sea posible.
Cuando Spock se encuentra haciendo reparaciones en el transbordador, el Compañero aparece, y le observa. Spock trata de tocarle, pero sufre un choque eléctrico que lo lanza al suelo. A continuación el Compañero destruye los sistemas eléctricos del Galileo, haciendo desaparecer cualquier esperanza de reparación. Spock regresa al refugio de Cochrane y le informa al capitán Kirk acerca del encuentro. Spock cree que el ataque eléctrico de la criatura puede dar una clave acerca de cómo incapacitarle. A continuación se pone a trabajar en un dispositivo que pueda causarle un "cortocircuito" a la entidad.
Una vez que el dispositivo de Spock está listo, Kirk le ordena a Cochrane que llame al Compañero. Cochrane se opone a que el Compañero sea dañado, pero lo llama de todas formas, considerándose como un "Judas". Cuando el Compañero aparece, Spock activa su dispositivo. El efecto parece causar más daño a Cochrane, ya que este se retuerce de dolor mientras que el Compañero rechaza a sus atacantes. Cochrane se recupera y ordena al Compañero detener el ataque. La criatura obedece justo antes de acabar con Kirk y Spock.
Basado en una sugerencia de McCoy, Kirk decide comunicarse directamente con la entidad y Spock modifica un traductor universal (dispositivo que traduce las emisiones de ondas cerebrales a un lenguaje hablado) después de recuperarlo desde el transbordador. Esperando que funcione en la criatura incorpórea, Kirk comienza a hablarle, preguntándole por qué los está manteniendo prisioneros a todos. 
El dispositivo trabaja, y el Compañero responde (usando una voz femenina). El explica que retiene a Cochrane en el planeta, pero no como un prisionero ni como una mascota como ellos habían supuesto inicialmente. La criatura dice que está enamorada de Cochrane, y sólo desea cuidarlo, demostrándole nada más que amor y compañerismo. Cochrane, asqueado por las palabras de la entidad, se aleja diciéndole que no será "carnada para ningún monstruo inhumano". Nancy, aniquiliada por la fiebre y casi muerta, escucha la conversación. Ella comenta que mientras está orgullosa de su trabajo, daría cualquier cosa por experimentar el amor de otra persona y se sorprende de que Cochrane lo rechace.
Kirk trata de convencer al Compañero de que no es compatible con Cochrane y que no es capaz de amar a un humano en la forma en que otro humano podría. Si el Compañero realmente ama a Cochrane, debería dejarlo partir. El Compañero parece no estar de acuerdo, de repente entra en el cuerpo de Nancy. Para sorpresa de todos, Nancy se levanta totalmente recuperada. El Compañero, hablando a través de Nancy, dice que se ha unido a ella, y que los dos ahora son una sola entidad. Esto es lo único que mantiene a Nancy viva: si el Compañero deja su cuerpo, ella morirá. A continuación, el Compañero restaura los sistemas del transbordador permitiendo a Kirk y a los demás dejar el planeta cuando lo deseen. 
En un momento a solas, Cochrane discute con Nancy/el Compañero sus planes para su futuro juntos de regreso a la civilización. Sin embargo, estos planes fracasan cuando Nancy le explica que su "esencia" le pertenece a este planeta y que si ella lo deja “dejará de existir”. Cochrane toma a Nancy en sus brazos y decide permanecer con ella en el planeta y vivir con ella por el resto de su vida (no se explica claramente en el episodio, pero el Compañero no puede rejuvenecer a Cochrane y mantenerlo inmortal por más tiempo, probablemente debido a que el ya no es más exclusivamente un ser de energía y por lo tanto ahora tiene limitaciones, incluyendo una vida humana normal).
Mientras tanto, el Enterprise llega al sistema y comienza a buscar al Galileo en un campo de asteroides que tiene más de 9.000. Pronto logran captar una comunicación proveniente del transbordador, y se alivian al enterarse de que el capitán está bien y que arriba a la nave en breve. Kirk y los otros acuerdan mantener su encuentro con Cochrane en secreto.

## Remasterización del aniversario de los 40 años
Este episodio fue remasterizado en el año 2006 y transmitido el 3 de noviembre de 2007, como parte de la remasterización de la serie original. Fue precedido dos semanas antes por la versión remasterizada de "Los jugadores de Triskelion" y seguido una semana más tarde por la versión remasterizada de "Los años de la muerte". Además del audio y video remasterizado, y todas las animaciones de la USS Enterprise realizadas por CGI que es el estándar de todas las revisiones, los cambios específicos para este episodio son:
- La secuencia de captura del transbordador Galileo fue cambiada para incorporar el transbordador generado por CGI.
- El planeta Gamma Canaris N fue modificado para tener una apariencia más realista. La superficie aparece desolada y montañosa, y se le agregaron nubes en movimiento al cielo.
- La escenografía del paisaje abierto donde Cochrane aparece por primera vez ante los tripulantes del transbordador fue alterada para mostrar el cielo nocturno del planeta en su totalidad en vez de ser bloqueado por una vista de rocas.